# Rochelle Gilmore
Rochelle Gilmore (ur. 14 grudnia 1981 w Sutherland) – australijska kolarka torowa i szosowa, dwukrotna medalistka torowych mistrzostw świata.

## Kariera
Pierwszy sukces osiągnęła w 1999 roku, kiedy została wicemistrzynią świata juniorów w wyścigu punktowym. Trzy lata później, podczas mistrzostw świata w Kopenhadze zdobyła srebrny medal w scratchu, wyprzedziła ją tylko Czeszka Lada Kozlíková, a trzecie miejsce przypadło Rosjance Oldze Slusariewej. W tym samym roku była również druga w wyścigu punktowym na igrzyskach Wspólnoty Narodów w Manchesterze, a podczas mistrzostw świata w Stuttgarcie w 2003 roku ponownie była druga w scratchu, tym razem ustępując tylko Slusariewej. Ponadto była druga w wyścigu punktowym na igrzyskach Wspólnoty Narodów w Melbourne w 2006 roku, a na igrzyskach Wspólnoty Narodów w Delhi w 2010 roku zwyciężyła w szosowym wyścigu ze startu wspólnego. Zdobywała również medale mistrzostw kraju oraz igrzysk Oceanii.